# 1910-ті в театрі
1910-ті роки в театрі

## Прем'єри
1919
- «Два брата» Михайла Лєрмонтова (реж. ???, Театр «Соловцов», м. Київ)
- «Степан Разін» В. Камінського (реж. ???, Театр «Соловцов», м. Київ)
- «Удаваний хворий» за однойменною п'єсою Мольєра (реж. ???, Театр «Соловцов», м. Київ)
- «Саломея» за однойменною п'єсою Оскара Вайлда на музику Бориса Яновського (реж. ???, Театр «Соловцов», м. Київ)

## Персоналії

### Народилися

Володимир Данченко

1913
- 13 жовтня —
  -  Віра Полінська (м. Іркутськ) — українська театральна акторка, народна артистка УРСР (1972), акторка Запорізькому українському драматичному театрі імені Марії Заньковецької

1914
- 21 квітня —
  -  Володимир Данченко (м. Маріуполь) — український радянський актор, Народний артист УРСР (1954), актор Запорізького (згодом Львівського) театру ім. Заньковецької

1916
- 21 листопада —
  -  Польща →  УРСР →  Україна Ярослав Геляс (с. Терпилівка, нині  Тернопільського району Тернопільської області) — український актор театру та кіна, режисер, художник, діяч культури. Народний артист УРСР (1964).